# Jan Dubčanský ze Zdenína
Jan Dubčanský ze Zdenína byl šlechtic, který pocházel z českého vladyckého rodu z Prácheňska.
Jeho otec Jan Plzák ze Zdenína se přestěhoval v třetí čtvrtině 15. století na Moravu, kde roku 1480 drží Dubčany, Vilémov, Hradečné a Mirotín. Ženat byl s Annou ze Švábenic, jejich nejstarším synem byl právě Jan, který získal podle Dubčan svůj nový přídomek. Jeho mladšími bratry byli Vilém a Hynek.
Jan Dubčanský ze Zdenína se narodil někdy před rokem 1490. Roku 1512 získal Habrovany sňatkem ze Saloménou z Lhoty. S ním měl syny Jana, Viléma a Fridricha (Bedřicha). Byl též vlastníkem Lulče, Nemojan, které zdědil roku 1527 po svém otci.
Původně byl vyznáním utrakvista, měl styky s novokřtěnci Ulricha Zwingliho i s Jednotou bratrskou. Postupně se však osamostatnil a založil Sektu habrovanských. Roku 1530 založil v Lulči svoji vlastní tiskárnu. V roce 1537 byl pro své přesvědčení uvězněn, na zákrok moravských stavů byl roku 1539 propuštěn s tím, že zanechá své náboženské činnosti. Zemřel v lednu 1543.

## Literární činnost
- Listové Bratřím Boleslavským poslaní (Prostějov, 1527)
- Psaní, odpovídající na odpověď Bratří k Listům (1527)
- Spis proti spisu bratrskému o víře kusé (t., 1528)
- Písničky křesťanské (Luleč, 1530)
- Ukázání nedostatkův i také neupřímnosti učiněné nám od starších Bratří ( 1531)
- De monte liliarum, polemika na odpověď Bratří (1532)
- Ukázání v dvojí stránce 1. o pořádku služebném a 2. o původu (1533)
- Spis z písem sv. sebraný o pravém a věčném Bohu (1534)
- Psaní ( 1535)
- Apologia (Luleč, 1536)